# Eleiotis monophyllos
Eleiotis monophyllos là một loài thực vật có hoa trong họ Đậu. Loài này được (Burm.f.) DC. miêu tả khoa học đầu tiên.